# Sarcococca longipetiolata
Sarcococca longipetiolata är en buxbomsväxtart som beskrevs av M. Cheng. Sarcococca longipetiolata ingår i släktet Sarcococca och familjen buxbomsväxter. Utöver nominatformen finns också underarten S. l. dioica.